# Minonk (Illinois)
Minonk je grad u američkoj saveznoj državi Ilinois. Prema popisu stanovništva iz 2010. u njemu je živjelo 2.078 stanovnika.